# Ágasegyháza
Ágasegyháza é um município da Hungria, situado no condado de Bács-Kiskun. Tem 55,87 km² de área e sua população em 2015 foi estimada em 1.837 habitantes.